# 停翅港新四军军部旧址
停翅港新四军军部旧址，位于江苏省盐城市阜宁县陈集镇停翅港村。1941年皖南事变发生后，刘少奇、陈毅、赖传珠、邓子恢、黄克诚、张爱萍等在苏北盐城重建新四军军部和华中局领导机关。2019年3月20日，停翅港新四军军部旧址公布为第八批江苏省文物保护单位。